# Freud (série télévisée)
Pour les articles homonymes, voir Freud (homonymie).
Freud est une série télévisée policière austro-allemande, diffusée sur Netflix, qui met en scène le jeune Sigmund Freud de manière incongrue, loin de toute vraisemblance historique ou scientifique.

## Synopsis
Freud dépeint un jeune Sigmund Freud (Robert Finster) résolvant divers mystères liés à des meurtres et des disparitions en 1886 à Vienne, aidé par la médium Fleur Salomé (Ella Rumpf) et le policier Alfred Kiss (Georg Friedrich).

## Distribution
- Robert Finster (VF : Pierre Tessier) : Sigmund Freud
- Ella Rumpf (VF : Sylvie Jacob) : Fleur Salomé
- Georg Friedrich (VF : Patrick Osmond) : Alfred Kiss
- Christoph F. Krutzler (VF : Paul Borne) : Franz Poschacher
- Brigitte Kren (VF : Maïté Monceau) : Lenore
- Anja Kling (VF : Gaëlle Savary) : Sophia von Szápáry
- Philipp Hochmair (VF : Stéphane Ronchewski) : Viktor von Szápáry
- Rainer Bock (VF : Vincent Violette) : Professeur Theodor Meynert
- Martin Zauner (VF : Philippe Catoire) : Oskar Janecek
- Noah Saavedra (VF : Sébastien Desjours) : Arthur Schitzler
- Merab Ninidze (VF : Bernard Bollet) : Dr. Joseph Breuer
- Lukas Thomas Watzl (VF : Laurent Morteau) : Leopold Von Schönfeld
- Stefan Konarske (VF : Guillaume Lebon) : le prince Rudolf
- Lukas Miko (VF : Guillaume Bourboulon) : George Von Lichtenberg
- Alina Fritsch (VF : Barbara Kelsch) : Fanny
- Nicole Mercedes Müller (VF : Alexandra Garijo) : Martha Bernays

## Épisodes
1. Hystérie (Hysterie)
2. Traumatisme (Trauma)
3. Somnambulisme (Somnambul)
4. Totem et Tabou (Totem und Tabu)
5. Pulsion (Trieb)
6. Régression (Regression)
7. Catharsis (Katharsis)
8. Refoulement (Verdrängung)

## Production
Le tournage a eu lieu entièrement à Prague, en République tchèque.

## Sortie
La série a été diffusée sur Netflix le 23 mars 2020.

## Accueil
Selon Le Monde, il s'agit d'une « caricature [qui] distord les faits historiques et scientifiques de manière grotesque ».
La première saison de Freud détient une note de 50% sur le site critique de Rotten Tomatoes. Écrivant pour The Guardian, Adrian Horton a comparé Freud à « d'autres révisions absurdes d'histoires célèbres » comme Abraham Lincoln: Vampire Hunter.
L'écrivain du Daily Beast Nick Schager a fait la même comparaison, écrivant que la série n'a rien à voir avec un biopic et que la façon dont elle « marie la vérité avec le non-sens paranormal s'avère raisonnablement intéressante » en tant que spectacle absurde.